# Пам'ятний знак для екіпажів дирижаблів
Пам'ятний знак для екіпажів дирижаблів (нім. Erinnerungsabzeichen für die Besatzung der Luftschiffe) — військова нагорода Веймарської республіки, заснована 1 серпня 1920 року імперським військовим міністром Отто Гесслером.

## Опис
Знак мав форму овального вінка, нижня частина якого складалась з дубового листя, обв'язаного стрічкою, а верхня — з лаврового листя, вгорі якого розташовані 3 петлі зі стрічки. По довжині вінка зображений цепелін. На знаках для екіпажів дирижаблів морської авіації над петлями була зображена імперська корона.

## Умови нагородження
Знак вручали членам екіпажів дирижаблів незалежно від звання, які під час Першої світової війни прослужили на військових дирижаблях 1 рік (термін зараховувався безперервно і міг включати період неактивної служби та відпустки) або отримали під час служби поранення чи постраждали внаслідок нещасного випадку. Знак носили на лівому боці грудей, нижче Залізного хреста 1-го класу.
У зв'язку із скрутним фінансовим становищем Веймарської республіки нагороджений мав придбати відзнаку за власні кошти.